# Brian Burton
Brian Burton (ur. 29 lipca 1977 w White Plains, Nowy Jork), znany też jako Danger Mouse i Pelican City – amerykański DJ i producent muzyczny.
Aktualnie członek zespołu Danger Doom oraz Gnarls Barkley. Zasłynął albumem Grey Album”, który jest połączeniem albumów The White Album zespołu The Beatles i The Black Album rapera Jay-Z. Wyprodukował również płyty Demon Days zespołu Gorillaz, El Camino zespołu The Black Keys i  The Getaway zespołu Red Hot Chili Peppers.

## Dyskografia

### Albumy solowe
Danger Mouse
- The Grey Album (2004)
- From Man To Mouse (2007)

Pelican City
- The Chilling Effect (1999)
- Rhode Island (2000)

### Współpraca
- Pelican City & Scanner – Pelican City vs. Scanner (2002)
- Danger Mouse & Jemini – Ghetto Pop Life (2003)
- Danger Doom – The Mouse and the Mask (2005)
- Gnarls Barkley – St. Elsewhere (2006)
- Danger Doom – Occult Hymn (2006)
- Gnarls Barkley – The Odd Couple (2008)
- Joker's Daughter – The Last Laugh (2009)
- Danger Mouse & Sparklehorse – Dark Night of the Soul (2009)
- Broken Bells – Broken Bells (2010)
- Karen O & Danger Mouse – Lux Prima (2019)